# Februari 1932
| Deze maand                                                                                    |
| --------------------------------------------------------------------------------------------- |
| - Ontwapeningsconferentie begint - Neutron ontdekt - Mantsjoerije roept onafhankelijkheid uit |

De volgende gebeurtenissen speelden zich af in februari 1932. Sommige gebeurtenissen kunnen 1 of enkele dagen te laat genoemd worden omdat ze per abuis vermeld zijn op de datum waarop ze bekend zijn geworden in plaats van de datum dat ze plaatsvonden.

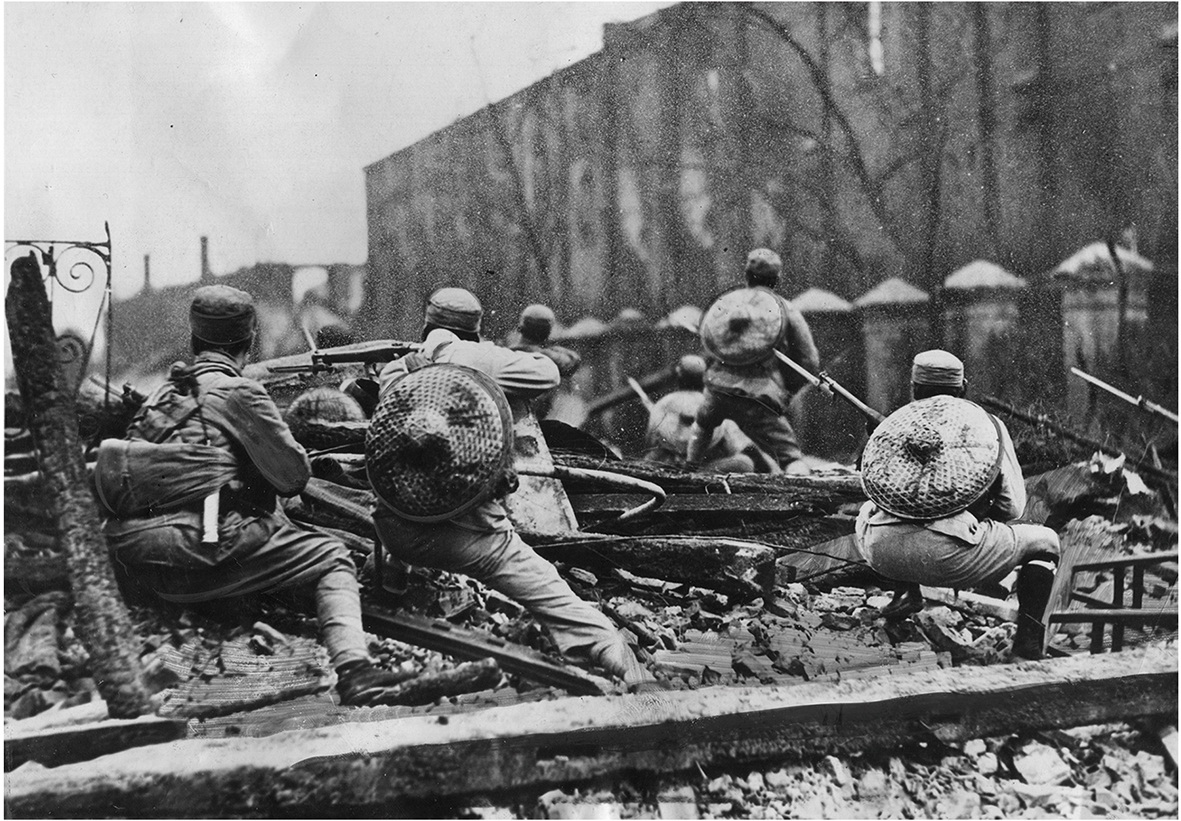
Chinese soldaten verdedigen Shanghai

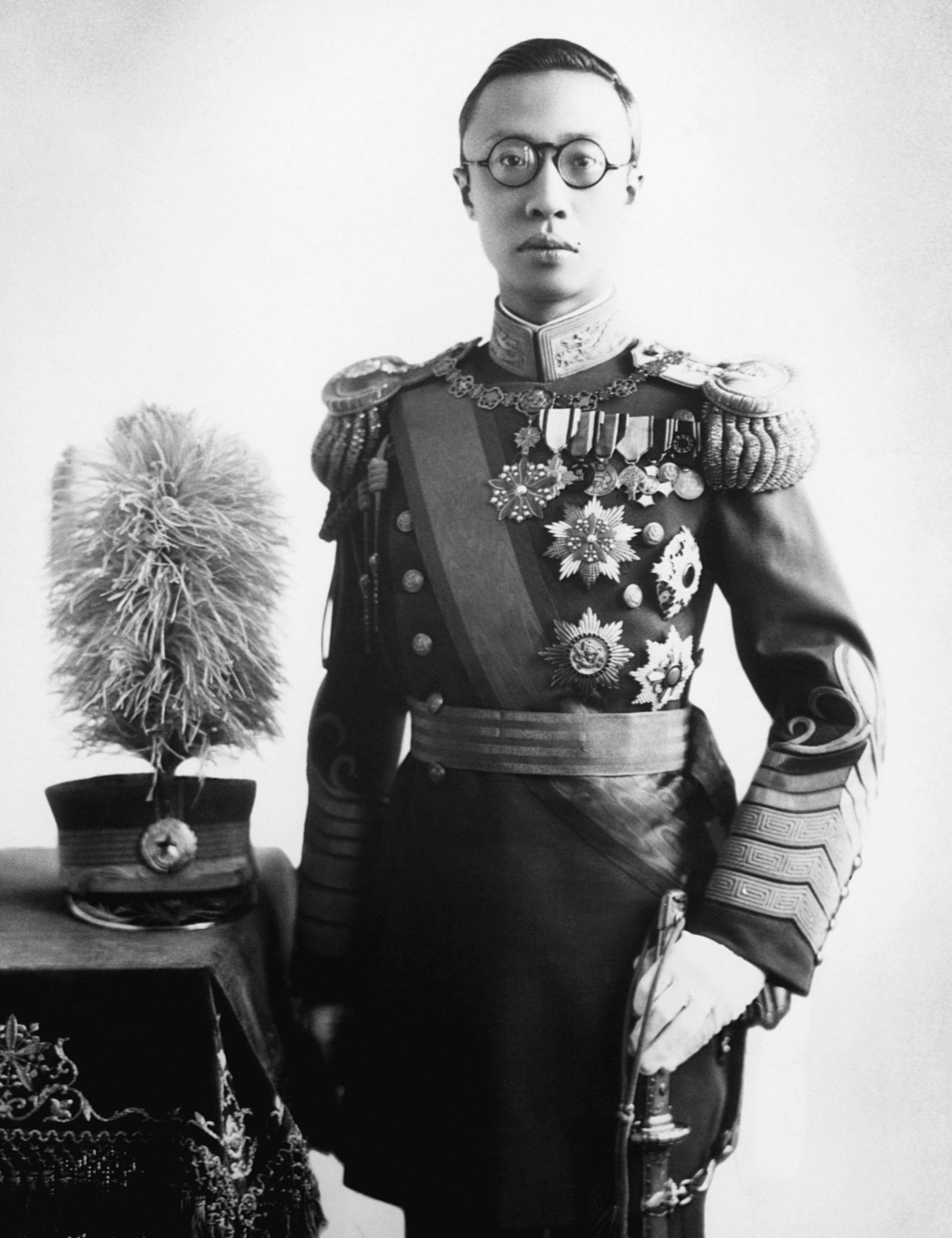
Pu Yi

- 1: De Japanners beschieten Nanking.
- 1: De geregelde radiodienst tussen Londen en Zuid-Afrika wordt ingewijd.
- 1: De stad Magnitogorsk produceert zijn eerste ijzer.
- 2: Begin van de grote internationale ontwapeningsconferentie.
- 3: Santiago de Cuba wordt getroffen door een aardbeving.
- 4: Noorwegen en de Sovjet-Unie verbreken de handelsbetrekkingen.
- 4: Philips meldt de uitvinding van een procedé om radioprogramma's over het lichtnet uit te zenden.
- 4: De Olympische Winterspelen 1932 in Lake Placid worden geopend.
- 5: Bij Great Bear Lake in Canada worden grote hoeveelheden radiumerts ontdekt.
- 7: James Chadwick publiceert voor het eerst over het neutron, in het tijdschrift Nature.
- 10: De Chinezen beschieten de Japanse Internationale Concessie van Shanghai
- 11: Paus Pius XI ontmoet Benito Mussolini in het Vaticaan.
- 13: De geplande conferentie over de Duitse herstelbetalingen wordt uitgesteld tot 16 juni.
- 14: Inzake een geschil tussen Duitsland en Litouwen betreffende het Memelland, besluit de Volkenbondraad het rapport van rapporteur Cobban af te wachten.
- 14: Japan weigert in Shanghai met China te onderhandelen; alleen het Japanse ministerie van buitenlandse zaken zal eventueel voorstellen in behandeling nemen.
- 15: Staatsgreep in Costa Rica.
- 16: De Volkenbondsraad sommeert Japan diens vijandelijkheden in China te staken.
- 17: De Japanse regering stelt China een ultimatum om zich binnen 24 uur tot 20 km ten noordwesten van de concessies in Shanghai terug te trekken.
- 18: China verwerpt het Japanse ultimatum. De onderhandelingen tussen beide landen worden afgebroken.
- 18: De onafhankelijkheid van Mantsjoerije wordt uitgeroepen. Ex-keizer Pu Yi wordt tot hoofd van het uitvoerend comité voor Mantsjoerije benoemd.
- 19: In Letland zullen per 4 maart maatregelen worden ingevoerd om het gebruik van het Duits tegen te gaan.
- 20-23: Japans offensief rond Shanghai.
- 22: In Japan krijgt de Seiyukai (regerings-)partij bij verkiezingen een absolute meerderheid in het parlement.
- 25: Op de ontwapeningsconferentie zijn de algemene beschouwingen ten einde, wat inhoudt dat elk land de kans heeft gekregen zijn standpunt uiteen te zetten.
- 27: Japanse troepen nemen Kiangwan (nabij Shanghai) in nadat het door de Chinezen na aanhoudende Japanse bombardementen is verlaten.
- 27: Adolf Hitler verkrijgt de Duitse nationaliteit voor de verkiezingen.
- 29: Japan doet een nieuwe vredesvoorstel in het conflict met China.
- 29: De Sovjet-Unie staat het gebruik van de Oost-Chinese spoorweg voor Japanse troepenbewegingen toe.
- 29: In Finland breken in het hele land onlusten uit onder Lapua-aanhangers. Ze eisen de ontbinding van alle sociaaldemocratische organisaties.

<< · januari · februari · maart · april · mei · juni · juli · augustus · september · oktober · november · december · >>